# Салим, Джавад
Джавад Салим (1919—1961) — крупнейший иракский художник, скульптор и график первой половины XX века. Один из создателей современного национального искусства Ирака.
В 1938—1939 годах Салим изучал скульптуру в Париже. В 1939—1940 годах в Риме. Начавшаяся в Европе война заставила его вернуться Ирак. В это время он работал археологом и реставратором в Археологическом музее Багдада. После окончания войны в 1946—1949 гг. Салим продолжил обучение в Лондоне. В конце 1940-х годов он окончательно вернулся на родину.
Салим является основателем «Багдадского объединения современного искусства» (1951). Он также был одним из инициаторов создания Института изящных искусств в Багдаде (1939).
Работы Салима получили международное признание. Его наиболее известная работа — «Монумент Свободы» (1960), воздвигнутый в Багдаде в честь революции 1958 года .